# アンジェロ・スティラー
アンジェロ・スティラー（Angelo Stiller, 2001年4月4日 - ）は、ドイツのバイエルン州ミュンヘン出身のプロサッカー選手。ブンデスリーガのVfBシュトゥットガルト所属。ポジションはミッドフィールダー。ドイツ代表。

## 経歴

### FCバイエルン・ミュンヘン
2019-20シーズンにFCバイエルン・ミュンヘンIIでプロデビューし、17試合に出場した。
2020年10月にDFBポカールの1.FCデューレン戦にてトップチームデビューした。12月1日にはUEFAチャンピオンズリーグのアトレティコ・マドリード戦に出場した。

### TSG1899ホッフェンハイム
2021-22シーズンより、TSG1899ホッフェンハイムへ完全移籍した。

### VfBシュトゥットガルト
2023年8月25日にVfBシュトゥットガルトへ完全移籍し、4年契約を結んだ。

## 代表歴
2018年から世代別のドイツ代表に選出されている。
2024年8月にドイツ代表に初選出され、9月7日にUEFAネーションズリーグのハンガリー戦に出場してA代表デビューした。

## 個人成績

### 代表
| ドイツ代表 | 国際Aマッチ | 国際Aマッチ |
| 年         | 出場        | 得点        |
| ---------- | ----------- | ----------- |
| 2024       | 3           | 0           |
| 通算       | 3           | 0           |

## タイトル

### クラブ
FCバイエルン・ミュンヘンII
- 3. リーガ：1回（2019-20）